# Lamborghini SC63
Chronologie des modèles
Lamborghini QVX Aucun
La Lamborghini SC63 est une voiture de course conçue par Lamborghini et Ligier. La voiture répond au règlement LMDh (Le Mans Daytona h) commun à l'ACO et à l'International Motor Sports Association (IMSA).

## Histoire
Le 17 mai 2022, Lamborghini annonce son engagement dans le championnat du monde d'endurance (FIA-WEC) et dans l'IMSA WeatherTech SportsCar Championship à partir de 2024 avec une voiture répondant à la règlementation LMDh. En juin 2022, Lamborghini indique confier le développement du châssis à Ligier. En juillet 2022, Mirko Bortolotti et Andrea Caldarelli sont officiellement désignés comme pilotes. En septembre 2022, le constructeur indique développer un V8 bi-turbo pour son prototype. En novembre 2022, il est confirmé que les voitures seront exploitées par la structure Iron Lynx. Le 6 décembre 2022, Romain Grosjean rejoint Bortolotti et Calderelli en tant que pilote officiel.
En février 2023, Lamborghini indique n'engager qu'une seule voiture en FIA-WEC et IMSA en 2024, excepté aux 24 Heures du Mans 2024 où deux voitures seront présentes.

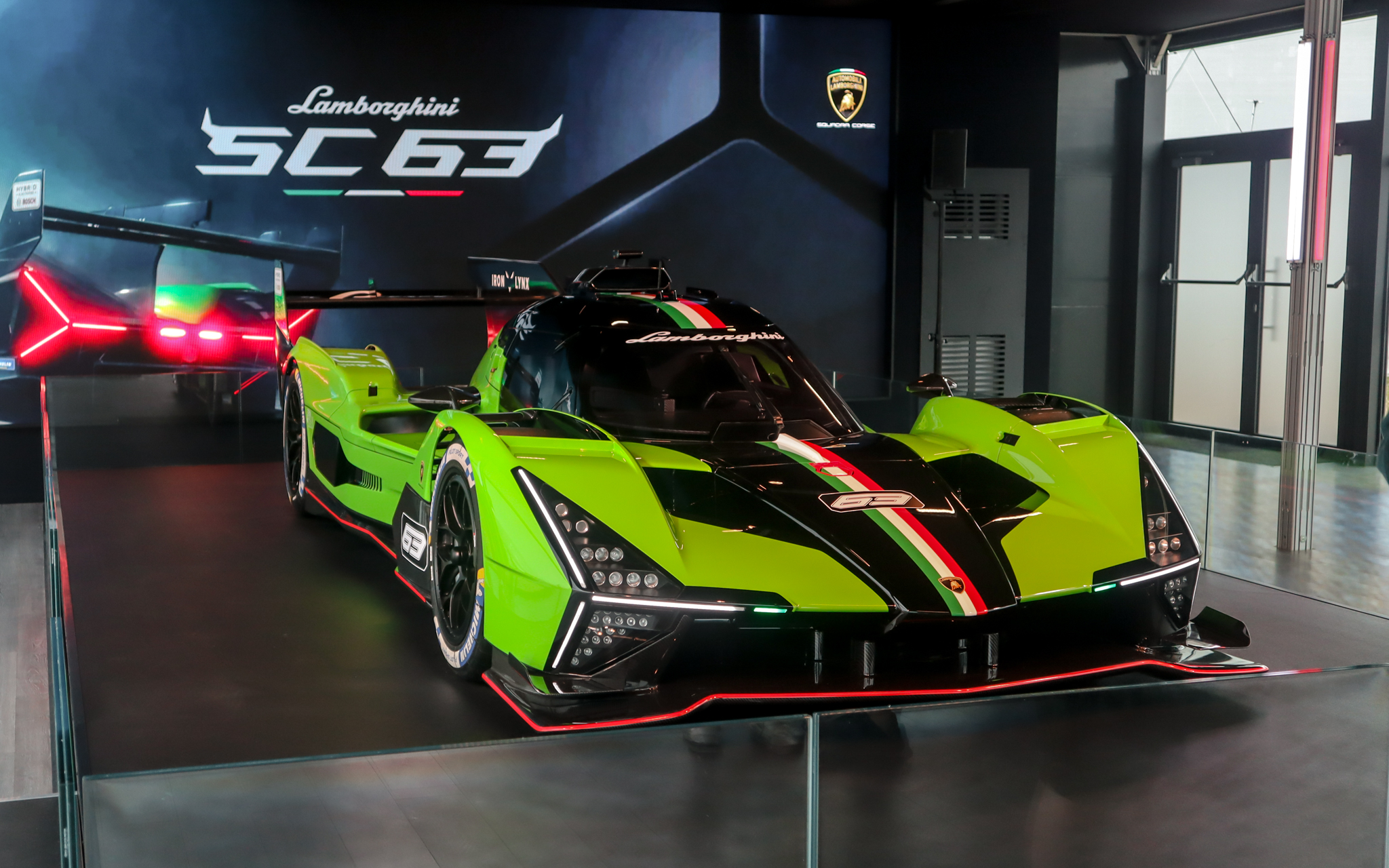
La Lamborghini SC63 exposée lors du festival de vitesse de Goodwood 2023.

Le 13 juillet 2023, l'Hypercar italienne est dévoilée au Festival de vitesse de Goodwood.
En août 2023, la SC63 boucle plus de 1500 km lors de ses premiers essais sur la piste d'Imola.
En décembre 2023, Lamborghini annonce ses équipages pour 2024. En WEC, il sera composé de Mirko Bortolotti, Daniil Kvyat et Edoardo Mortara. Pour l'IMSA, ce seront Andrea Caldarelli, Matteo Cairoli et Romain Grosjean qui se partageront le volant, et participeront aussi aux 24 Heures du Mans 2024.

## Palmarès

### Résultats complets du Championnat du monde d'endurance de la FIA
| Année | Entrant               | Classe   | Pilotes                                                         | No. | Courses.                | Courses | Courses | Courses  | Courses | Courses | Courses | Courses  | Courses  | Pts. | Pos. |
| Année | Entrant               | Classe   | Pilotes                                                         | No. | Courses.                | 1       | 2       | 3        | 4       | 5       | 6       | 7        | 8        | Pts. | Pos. |
| ----- | --------------------- | -------- | --------------------------------------------------------------- | --- | ----------------------- | ------- | ------- | -------- | ------- | ------- | ------- | -------- | -------- | ---- | ---- |
| 2024  | Lamborghini Iron Lynx | Hypercar | Mirko Bortolotti Daniil Kvyat Edoardo Mortara Andrea Caldarelli | 63  | Toutes Toutes 1-2,4-9 3 | QAT 13  | IMO 12  | SPA Abd. | LMN 10  | INT 17  | COT 14  | FUJ Abd. | BAH Abd. | 11   | 8e   |

## Pilotes
- Mirko Bortolotti
- Matteo Cairoli
- Andrea Caldarelli
- Romain Grosjean
- Daniil Kvyat
- Edoardo Mortara